# Bernardo Segura
Bernardo Segura, född den 11 februari 1970, är en mexikansk friidrottare (gångare) som innehar världsrekordet på 20 km gång.
Segura deltog vid OS 1996 i Atlanta där han slutade på tredje plats på 20 kilometer gång. Samma år noterade han sitt världsrekord. 1999 vann han även VM i gång.